# Dance Club Songs
A Dance Club Songs (também conhecida por Hot Dance Club Songs, Club Play Singles, Hot Dance Club Play, Hot Dance/Disco e Disco Action) foi uma tabela semanal das canções mais populares nas discotecas dos Estados Unidos, publicada pela revista musical Billboard. Para uma discoteca contribuir para essa pesquisa, ela tinha de aplicar e cumprir certos critérios.

## Recordes de artistas

### Artistas com mais canções que ficaram em primeiro lugar
1. Madonna — 50 singles[2]
2. Rihanna — 33 singles
3. Beyoncé — 22 singles
4. Janet Jackson — 19 singles
5. Pet Shop Boys — 19 singles[3]
6. Katy Perry — 19 singles[4]
7. Donna Summer — 17 singles[5]
8. Mariah Carey — 17 singles[2]
9. Kristine W — 16 singles[2]
10. Whitney Houston — 15 singles[2]
11. Lady Gaga — 15 singles[3]
12. Kylie Minogue — 12 singles
13. Jennifer Lopez — 16 singles[6]
14. Depeche Mode — 11 singles[7]
15. Britney Spears — 11 singles[8]
16. Christina Aguilera — 10 singles[9]
17. Deborah Cox — 10 singles[10]

## Recordes de álbuns

### Álbuns com mais canções que ficaram em primeiro lugar
- 9. Teenage Dream – Katy Perry[11] (2010-2011) — "California Gurls"  ·  "Teenage Dream"  ·  "Peacock"  ·  "Firework"  ·  "E.T."  ·  "Last Friday Night (T.G.I.F.)" ·  "The One That Got Away" ·  "Part of Me"  ·  "Wide Awake"
- 8. Anti - Rihanna (2016-2017) Work • Needed Me • Kiss it Better • Love on the Brain • Sex With Me • Pose • Desperado • Consideration

- 6. I Am... Sasha Fierce - Beyoncé[12] (2009-2010) — "Single Ladies (Put a Ring on It)"  ·  "Diva"  ·  "Halo"  ·  "Sweet Dreams"  ·  "Why Don't You Love Me"  ·  "Video Phone"

- 5. Born This Way - Lady Gaga[13] (2011-2012) — "Born This Way"  ·  "Judas"  ·  "The Edge of Glory"  ·  "Yoü and I"   ·  "Marry the Night"